# Humanes de Madrid
Humanes de Madrid ist eine Gemeinde in der Autonomen Gemeinschaft Madrid. Sie liegt rund 25 Kilometer südlich von der Hauptstadt Madrid und zählt 20.074 Einwohner (Stand: 2024).